# Taquimetría
La taquimetría es un método de medición rápida pero no preciso. Se utiliza para el levantamiento de detalles donde es difícil el manejo de la cinta métrica, para proyectos de ingeniería civil u otros.

## Taquimetría corriente de mira vertical
Es la medición indirecta de distancia con teodolito y mira vertical. Utilizando un teodolito que en su retículo tenga los hilos estadimétricos, se toman los ángulos verticales de dos puntos de la mira. Con una simple ecuación se calcula la distancia requerida.

## Taquimetría tangencial de mira vertical
Como en el caso de Taquimetría corriente con mira vertical, se utilizan los mismos instrumentos pero de manera diferente. Lleva el nombre de tangencial porque, para la determinación de las distancias, las fórmulas utilizan la función trigonométrica Tangente. Este método es un poco más preciso que la taquimetría corriente.
Su precisión es de 1:750 a 1:1500.

## Taquimetría de mira horizontal
Medición indirecta de distancia con teodolito y mira horizontal, o conocida también como estadía de invar. En este método solo se pueden medir distancias horizontales. Su precisión es de 1:4000 a 1:50000.
También es llamado Método paraláctico, por basarse en la resolución de un ángulo agudo muy pequeño, generalmente menor a 1 grado, como los ángulos de paralaje astronómico.
No era un método de un uso muy extendido, ya que la mira paraláctica o estadía de INVAR tenía un costo excesivo, pero su alcance y su precisión lo hacían especialmente útil en trabajos topográficos, aunque ha caído en desuso con el advenimiento de los métodos electrónicos, los electrodistanciómetros, las estaciones totales y los instrumentos basados en el G.P.S.
Consiste en la resolución de un triángulo rectángulo angosto del que se mide el ángulo más agudo; el cateto menor es conocido ya que es la mitad de una mira (llamada paraláctica), horizontal fabricada en un material sumamente estable, generalmente Invar, de dos metros de largo (se eligió esta longitud de 2,00 m porque la mitad es 1,00 m lo que luego facilita el cálculo); y el cateto mayor es la distancia (D) que queremos averiguar, la cual se deberá calcular.

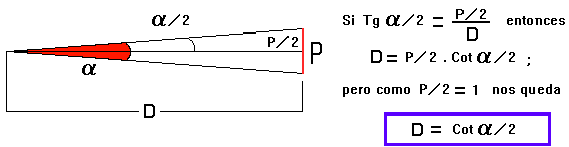
Método paraláctico.

## Taquímetros autorreductores
Estos instrumentos dan la distancia de un punto a otro directamente, utilizando una constante:
{\displaystyle d=ks}
k = constante estadimétrica, la cual, multiplicada por el espacio de la medición en la mira, da como resultado la distancia requerida.
s= es el espacio entre los puntos interceptados en la mira.
Estos instrumentos han sido diseñados con aditamentos mecánicos y ópticos en su estructura, que permiten el cálculo de las distancias taquimétricas horizontales y verticales en forma sencilla, y se deducen las siguientes fórmulas:
{\displaystyle DH=kmcos^{2}{\boldsymbol {\alpha }}}
{\displaystyle DV={\frac {1}{2}}kmsen2{\boldsymbol {\alpha }}}
{\displaystyle DV=kmcos^{2}{\boldsymbol {\alpha }}tan{\boldsymbol {\alpha }}}

### Taquímetro autorreductor Hammer Fennel
Es un taquímetro repetidor con un dispositivo nada más eficiente con un sistema autorreductor, creado por el Dr. Hammer y el Ing. Fennel, por el que se acomoda a cada caso, el ángulo diastométrico. Sobre el eje horizontal se encuentra el porta diagrama, en cuya parte superior está la lámina de cristal con el diagrama angular correspondiente. Para su iluminación lleva un reflector oblicuo de cristal opalino que permite la reproducción del diagrama a través de varios prismas, en la mitad derecha del campo del ocular, y por la otra mitad izquierda se observa la mira.

### Taquímetro autorreductor Kern
Es un taquímetro con el aditamento del dispositivo de autorreducción junto al ocular. El dispositivo permite leer directamente la distancia horizontal y la diferencia de nivel para visuales hasta de 40° de inclinación.
El diagrama curvilíneo está grabado sobre un disco de cristal que gira alrededor de un centro situado fuera del anteojo y con un movimiento dependiente del giro vertical de dicho anteojo. El trazo vertical, la cruz central y los trazos estadimétricos están grabados sobre otra placa fija de cristal. El dispositivo muestra los trazos fijos y los diagramas autorreductores en forma simultánea, haciendo posible la puntería de la cruz central sobre la señal.
- Datos: Q1300241